# Dover (Delaware)
 For alternative betydninger, se Dover (flertydig). (Se også artikler, som begynder med Dover)
Dover er en amerikansk by og hovedstad i delstaten Delaware. Byen har 39.403(2020, 2020) indbyggere og er administrativt centrum i det amerikanske county Kent County.
I byen ligger universitetet Delaware State University.